# Скорпионница колючая
Скорпионница колючая, или Личинник колючковатый (лат. Scorpiurus muricatus) — растение; вид рода Скорпионница (Scorpiurus) семейства Бобовые (Fabaceae).

## Ботаническое описание
Голые или слегка опушённые стебли до 60 см.
Листья 65—120 (160) мм.
Соцветия из одного — пяти цветков на стеблях в два раза длиннее, чем листья, голые. Венчик 8—12 мм, жёлтый.
Плоды шириной 2,5—3,5 мм. Семена 1,6—2,1 х 4,2 до 4,8 мм, желтоватые или черноватые.

## Распространение и среда обитания
Вид распространён в странах Африки: Алжир, Египет, Ливия, Марокко, Тунис, Эфиопия, в Западной Азии: Кипр, Иран (юг), Ирак, Израиль, Иордания, Ливан, Сирия, Турция, в Европе: Крым, Албания, Болгария, страны бывшей Югославии, Греция (включая Крит), Италия (включая Сардинию, Сицилию), Франция (юг и Корсика), Португалия, Гибралтар, Испания (включая Балеарские острова).
Растёт на лугах, обочинах дорог и на полях на высоте до 1200 м над уровнем моря. Цветёт и плодоносит с марта по июнь.